# Portal del carrer d'Amunt
El Portal del carrer d'Amunt és una obra de Boadella i les Escaules (Alt Empordà) inclosa a l'Inventari del Patrimoni Arquitectònic de Catalunya. Situat al bell mig del nucli urbà de la població de les Escaules, la qual forma part de Boadella. Està situat al tram inicial del carrer d'Amunt en direcció a la plaça Major.

## Descripció
Es tracta de les restes conservades d'un portal que probablement donava accés a l'interior de la població en època baixmedieval. Està format per un arc de mig punt bastit amb petites dovelles, les quals es troben mig cobertes pels arrebossats posteriors que ha anat patint l'estructura. Per la banda de llevant, és a dir, a l'interior del recinte medieval, es conserva una de les pollegueres de la porta i l'encaix per on es desplaçava la barra-lleva utilitzada per travar-la. El portal es recolza als murs dels edificis laterals, destacant la casa situada a llevant donat que els seus murs presenten trams bastits amb la tècnica de l'opus spicatum.

## Història
De les antigues muralles de les Escaules no s'han conservat vestigis, únicament queden les restes dels portals. En el carrer d'Amunt es conserva un portal que devia ser una de les entrades al poble. Amb la mateixa cronologia trobem, al carrer de l'Oli, un passadís cobert amb volta rebaixada que, amb tota seguretat podria constituir l'entrada principal al poble. Podrien datar-se als segles XIV o XV, tot i que el de l'Oli fou reformat en època moderna.